# Август Дікман
Август Дікманн (нім. August Dieckmann; нар. 29 травня 1912, Каденберге, Провінція Ганновер — пом. 10 жовтня 1943, біля Дніпра, Україна) — німецький воєначальник, СС-штандартенфюрер часів Третього Рейху (посмертно 1943). Один зі 160 кавалерів Лицарського хреста з Дубовим листям та мечами (посмертно 1943).

## Біографія
Здобув торгову освіту. В 1934 році вступив у частини посилення СС. В 1938-39 роках закінчив курс піхотного училища і саперні курси. Під час Польської кампанії командував ротою 1-го батальйону полку СС «Дойчланд». Після Французької кампанії призначений командиром кадрового батальйону дивізії СС «Вікінг», одночасно викладав у юнкерському училищі СС в Брауншвейгу.
Учасник німецько-радянської війни, командир 1-го батальйону моторизованого полку СС «Германія» дивізії СС «Вікінг». В серпні 1941 року був легко поранений, але залишився в строю. Влітку 1942 року взяв участь у боях в районі Ростова-на-Дону. Під час третьої битви за Харків в січні 1943 року його батальйон був одним із найрезультативніших: за офіційними даними, знищив до 100 танків і до полку піхоти. З березня 1943 року — командир 10-го моторизованого полку СС «Вестланд» своєї дивізії. 2 вересня 1943 року був важко поранений осколками гранати в голову і спину, але ще протягом 3 днів залишався у своїй частині і лише потім погодився на евакуацію. Загинув у боях на Дніпрі.

## Нагороди
- Почесний кут старих бійців
- Йольський свічник
- Спортивний знак СА в бронзі
- Німецька імперська відзнака за фізичну підготовку в бронзі
- Медаль «За вислугу років у СС» 4-го ступеня (4 роки) (1 листопада 1937)
- Медаль «У пам'ять 13 березня 1938 року»
- Медаль «У пам'ять 1 жовтня 1938»
- Залізний хрест
  - 2-го класу (28 вересня 1939)
  - 1-го класу (3 червня 1940)
- Штурмовий піхотний знак в сріблі
- Нагрудний знак «За поранення» в чорному
- Німецький хрест в золоті (28 лютого 1942)
- Лицарський хрест Залізного хреста з дубовим листям і мечами
  - лицарський хрест (24 квітня 1942)
  - дубове листя (№233; 16 квітня 1943)
  - мечі (№39; 10 жовтня 1943)
- Медаль «За зимову кампанію на Сході 1941/42»
- Нагрудний знак ближнього бою в бронзі (1943)

Військова кар'єра
- 4 листопада 1933 — анвертер
- 1 квітня 1934 — СС-манн
- 1 червня 1935 — СС-роттенфюрер
- 1 липня 1935 — СС-штандартен-юнкер
- 25 лютого 1936 — СС-штандартен-обер-юнкер
- 20 квітня 1936 — СС-унтерштурмфюрер
- 12 жовтня 1937 — СС-оберштурмфюрер
- 1 вересня 1939 — СС-гауптштурмфюрер
- 26 грудня 1941 — СС-штурмбанфюрер
- 21 червня 1943 — СС-оберштурмбанфюрер
- 10 жовтня 1943 — СС-штандартенфюрер (посмертно)